# Wilhelm Mattes (Heimatforscher)
Wilhelm Mattes (* 22. Oktober 1884 in Dahenfeld; † 11. September 1960 in Heilbronn) war ein deutscher Lehrer und Heimatforscher sowie Vor- und Frühgeschichtsforscher. Er war Leiter des Historischen Museums der Stadt Heilbronn und 1959 erster Träger des Ehrenrings der Stadt Heilbronn.

## Leben
Nach dem Besuch der Lateinschule in Neuenstadt am Kocher absolvierte Mattes von 1899 bis 1903 eine Ausbildung am Lehrerseminar Künzelsau. An seiner ersten ständigen Stelle in Neuenstein-Großhirschbach unterrichtete er bis 1920, unterbrochen von seinem Einsatz als Soldat im Ersten Weltkrieg. Anschließend unterrichtete Mattes bis 1932 an der Schillerschule in Öhringen. Mattes beschäftigte sich neben seinem Beruf mit der Heimat- und Volkskunde sowie der Vor- und Frühgeschichte. 1929 erschien das Öhringer Heimatbuch, für das er als Herausgeber und Hauptautor verantwortlich war.
Ab 1932 unterrichtete er an Volks- und Mittelschulen in Heilbronn. Am 16. Juni 1937 beantragte er die Aufnahme in die NSDAP und wurde rückwirkend zum 1. Mai desselben Jahres aufgenommen (Mitgliedsnummer 5.050.310). Von 1944 bis 1945 war er Rektor der Rosenauschule. In der Nachkriegszeit war er Lehrer an der Knaben-Mittelschule, der er von 1950 bis zu seiner Pensionierung 1951 ebenfalls als Rektor vorstand.
Mattes war seit seiner Zeit in Heilbronn mit den dortigen Museum verbunden. Nach dem Luftangriff vom 4. Dezember 1944 barg er über 300 Objekte aus dem zerstörten Alfred-Schliz-Museum im Heilbronner Alten Friedhof. Nach seiner Pensionierung wurde er von der Stadt Heilbronn förmlich mit dem Wiederaufbau der Sammlungen der späteren Städtischen Museen Heilbronn betraut. Die vor- und frühgeschichtliche Abteilung konnte daraufhin im Fleischhaus 1955 wieder eröffnet werden. Er hat sich bis zu seinem Tod für die Belange des Heilbronner Museums eingesetzt.

## Auszeichnungen
Mattes wurde im November 1954 mit dem Bundesverdienstkreuz am Bande ausgezeichnet. Am 22. Oktober 1959 erhielt er als erster Heilbronner Bürger den Ehrenring der Stadt Heilbronn. Außerdem war er Ehrenmitglied des Schwäbischen Albvereins, nachdem er darin längere Zeit Gauobmann und Naturschutzbeauftragter gewesen war. Die Städte Öhringen und Neckarsulm (in Dahenfeld) haben Straßen nach ihm benannt, seit 1994 trägt auch der Wilhelm-Mattes-Weg in Heilbronn seinen Namen. Eine um 200 Jahre alte und rund 30 Meter hohe Ulme am Weg vom Heilbronner Ehrenfriedhof zum Köpferstausee erhielt 1966 den Namen Wilhelm-Mattes-Ulme. Sie wurde 1984 als Naturdenkmal ausgewiesen und fiel im Jahr 1994 Orkanböen zum Opfer.